# 1097
Il 1097 (MXCVII in numeri romani) è un anno  dell'XI secolo.

## Eventi
- Venne convocato da Ruggero I di Sicilia a Mazara del Vallo la prima assise (itinerante) del parlamento siciliano; Il più antico parlamento al mondo.
- Vladimir II di Kiev convoca a Ljubeč un congresso dei principi russi, in cui si decide la spartizione dei territori della Rus' di Kiev.
- Prima crociata
  - (aprile-maggio): Roberto di Normandia, Roberto di Fiandra e Stefano conte di Blois arrivano a Costantinopoli.
  - 21 maggio: i crociati conquistano Nicea, in Anatolia.

## Nati
- 15 marzo - Fujiwara no Tadamichi, poeta giapponese († 1164)
- Cecilia di Francia, nobile

## Morti
- 2 gennaio - Oddone di Bayeux, vescovo cattolico e politico normanno
- 20 febbraio - Minamoto no Tsunenobu, poeta giapponese (n. 1016)
- 7 marzo - Altwin, cardinale e vescovo tedesco
- 20 agosto - Alberto Azzo II d'Este, nobile italiano (n. 1009)
- 24 settembre - Arnolfo III di Milano, arcivescovo cattolico italiano
- 9 novembre - Erfo di Münster, vescovo cattolico tedesco
- Adelelmo di Burgos, abate francese
- Berengario Raimondo II di Barcellona, conte (n. 1054)
- Anushtigin, sovrano turco
- Ingemund, nobile norvegese
- Ugo Malmozzetto, condottiero normanno
- Marpa, tibetano (n. 1012)
- Ekinchi ibn Qochar
- Sancha d'Aragona, contessa
- Petar Svačić, re croato
- Al-Mubashshir ibn Fatik, filosofo e matematico arabo (n. 1019)
- Ermanno d'Altavilla, cavaliere medievale normanno

## Calendario
| Calendario 1097 | Calendario 1097 | Calendario 1097 | Calendario 1097 | Calendario 1097 | Calendario 1097 | Calendario 1097 | Calendario 1097 | Calendario 1097 | Calendario 1097 | Calendario 1097 | Calendario 1097 | Calendario 1097 | Calendario 1097 | Calendario 1097 | Calendario 1097 | Calendario 1097 | Calendario 1097 | Calendario 1097 | Calendario 1097 | Calendario 1097 | Calendario 1097 | Calendario 1097 | Calendario 1097 | Calendario 1097 | Calendario 1097 | Calendario 1097 | Calendario 1097 | Calendario 1097 | Calendario 1097 | Calendario 1097 | Calendario 1097 | Calendario 1097 |
| --------------- | --------------- | --------------- | --------------- | --------------- | --------------- | --------------- | --------------- | --------------- | --------------- | --------------- | --------------- | --------------- | --------------- | --------------- | --------------- | --------------- | --------------- | --------------- | --------------- | --------------- | --------------- | --------------- | --------------- | --------------- | --------------- | --------------- | --------------- | --------------- | --------------- | --------------- | --------------- | --------------- |
|                 | 1               | 2               | 3               | 4               | 5               | 6               | 7               | 8               | 9               | 10              | 11              | 12              | 13              | 14              | 15              | 16              | 17              | 18              | 19              | 20              | 21              | 22              | 23              | 24              | 25              | 26              | 27              | 28              | 29              | 30              | 31              |                 |
| Gennaio         | Gi              | Ve              | Sa              | Do              | Lu              | Ma              | Me              | Gi              | Ve              | Sa              | Do              | Lu              | Ma              | Me              | Gi              | Ve              | Sa              | Do              | Lu              | Ma              | Me              | Gi              | Ve              | Sa              | Do              | Lu              | Ma              | Me              | Gi              | Ve              | Sa              |                 |
| Febbraio        | Do              | Lu              | Ma              | Me              | Gi              | Ve              | Sa              | Do              | Lu              | Ma              | Me              | Gi              | Ve              | Sa              | Do              | Lu              | Ma              | Me              | Gi              | Ve              | Sa              | Do              | Lu              | Ma              | Me              | Gi              | Ve              | Sa              |                 |                 |                 |                 |
| Marzo           | Do              | Lu              | Ma              | Me              | Gi              | Ve              | Sa              | Do              | Lu              | Ma              | Me              | Gi              | Ve              | Sa              | Do              | Lu              | Ma              | Me              | Gi              | Ve              | Sa              | Do              | Lu              | Ma              | Me              | Gi              | Ve              | Sa              | Do              | Lu              | Ma              |                 |
| Aprile          | Me              | Gi              | Ve              | Sa              | Do              | Lu              | Ma              | Me              | Gi              | Ve              | Sa              | Do              | Lu              | Ma              | Me              | Gi              | Ve              | Sa              | Do              | Lu              | Ma              | Me              | Gi              | Ve              | Sa              | Do              | Lu              | Ma              | Me              | Gi              |                 |                 |
| Maggio          | Ve              | Sa              | Do              | Lu              | Ma              | Me              | Gi              | Ve              | Sa              | Do              | Lu              | Ma              | Me              | Gi              | Ve              | Sa              | Do              | Lu              | Ma              | Me              | Gi              | Ve              | Sa              | Do              | Lu              | Ma              | Me              | Gi              | Ve              | Sa              | Do              |                 |
| Giugno          | Lu              | Ma              | Me              | Gi              | Ve              | Sa              | Do              | Lu              | Ma              | Me              | Gi              | Ve              | Sa              | Do              | Lu              | Ma              | Me              | Gi              | Ve              | Sa              | Do              | Lu              | Ma              | Me              | Gi              | Ve              | Sa              | Do              | Lu              | Ma              |                 |                 |
| Luglio          | Me              | Gi              | Ve              | Sa              | Do              | Lu              | Ma              | Me              | Gi              | Ve              | Sa              | Do              | Lu              | Ma              | Me              | Gi              | Ve              | Sa              | Do              | Lu              | Ma              | Me              | Gi              | Ve              | Sa              | Do              | Lu              | Ma              | Me              | Gi              | Ve              |                 |
| Agosto          | Sa              | Do              | Lu              | Ma              | Me              | Gi              | Ve              | Sa              | Do              | Lu              | Ma              | Me              | Gi              | Ve              | Sa              | Do              | Lu              | Ma              | Me              | Gi              | Ve              | Sa              | Do              | Lu              | Ma              | Me              | Gi              | Ve              | Sa              | Do              | Lu              |                 |
| Settembre       | Ma              | Me              | Gi              | Ve              | Sa              | Do              | Lu              | Ma              | Me              | Gi              | Ve              | Sa              | Do              | Lu              | Ma              | Me              | Gi              | Ve              | Sa              | Do              | Lu              | Ma              | Me              | Gi              | Ve              | Sa              | Do              | Lu              | Ma              | Me              |                 |                 |
| Ottobre         | Gi              | Ve              | Sa              | Do              | Lu              | Ma              | Me              | Gi              | Ve              | Sa              | Do              | Lu              | Ma              | Me              | Gi              | Ve              | Sa              | Do              | Lu              | Ma              | Me              | Gi              | Ve              | Sa              | Do              | Lu              | Ma              | Me              | Gi              | Ve              | Sa              |                 |
| Novembre        | Do              | Lu              | Ma              | Me              | Gi              | Ve              | Sa              | Do              | Lu              | Ma              | Me              | Gi              | Ve              | Sa              | Do              | Lu              | Ma              | Me              | Gi              | Ve              | Sa              | Do              | Lu              | Ma              | Me              | Gi              | Ve              | Sa              | Do              | Lu              |                 |                 |
| Dicembre        | Ma              | Me              | Gi              | Ve              | Sa              | Do              | Lu              | Ma              | Me              | Gi              | Ve              | Sa              | Do              | Lu              | Ma              | Me              | Gi              | Ve              | Sa              | Do              | Lu              | Ma              | Me              | Gi              | Ve              | Sa              | Do              | Lu              | Ma              | Me              | Gi              |                 |